# Лотти, Лука
Лука Лотти (итал. Luca Lotti; род. 20 июня 1982, Эмполи) — итальянский политик, министр спорта Италии (2016—2018).

## Биография
В 2001 году окончил научный лицей Понтормо в Эмполи, впоследствии окончил Школу политологии имени Чезаре Альфиери Флорентийского университета.
Состоял в католической организации «Католическое действие» и в партии «Маргаритка». В 2005 году, будучи членом коммунального совета, случайно познакомился с тогдашним главой администрации провинции Флоренция Маттео Ренци (Ренци зашёл в здание коммунального совета по дороге на ярмарку керамики в Монтелупо-Фьорентино, не зная дороги к конечной цели своего путешествия, и Лотти подвёз его на своём «Гольфе»), а на следующий день Ренци пригласил его в свою команду.
5 июня 2013 года в Национальном секретариате Демократической партии назначен ответственным за связи с местными партийными организациями, 9 декабря 2013 года назначен ответственным за организационные вопросы и национальным координатором Секретариата.
В 2013 году избран в Палату депутатов Италии от 12-го избирательного округа Тосканы.
28 февраля 2014 года назначен младшим статс-секретарём аппарата правительства Ренци с обязанностями в области информации и связями с общественностью правительства и в области издательского дела, а также занял должность секретаря Межминистерского комитета по экономическому программированию.
12 декабря 2016 года назначен министром без портфеля правительства Джентилони со сферой ответственности в спорте.
23 декабря 2016 года газета «il Fatto Quotidiano» опубликовала сообщение о привлечении Луки Лотти в качестве подозреваемого к расследованию коррупции в компании по управлению государственным имуществом Consip по обвинению в разглашении тайны следствия и в пособничестве. По утверждению газеты, показания против Лотти дал бывший член регионального правительства Тосканы Луиджи Маррони, которого бывший премьер-министр Маттео Ренци ввёл в руководство Consip. Лотти в своём Фейсбуке категорически отверг все обвинения, а прокуратура не подтвердила официально информацию прессы.
1 марта 2017 года стало известно об аресте по делу Consip предпринимателя Альфредо Ромео и официальном включении Луки Лотта в список подследственных с группой других должностных лиц и с отцом бывшего премьер-министра Италии Маттео Ренци — Тициано Ренци (расследование передано из Неаполя в прокуратуру Рима).
1 июня 2018 года без участия ДП было сформировано первое правительство Конте, в котором Лотти не получил никакого назначения.
В августе 2022 года не вошёл в списки Демократической партии при подготовке к досрочным парламентским выборам.

## Личная жизнь
Женат на Кристине Мордини, бывшей сотруднице секретариата Маттео Ренци — мэра Флоренции, у супругов есть сын — Герардо (род. 2013).